# Adam Szymczyk
Adam Szymczyk (Piotrków Trybunalski, Polonia, 1970) es un crítico de arte, comisario y experto en arte de origen polaco. Ha sido director artístico de Documenta 14  en 2017 en Kassel. También ha sido director y comisario en jefe de la Kunsthalle Basel desde 2003 hasta 2014.

## Vida
Adam Szymczyk estudió Historia del arte en la Universidad de Varsovia. En los primeros años de la década de 1990, asistió a cursos de formación para comisarios de arte en el centro holandés De Appel, en Ámsterdam. En 1997 cofundó Fundacja Galerii Foksal (Fundación Galería Foksal), en Varsovia. Desde 2003 ha sido director de la Kunsthalle Basel. En 2008 fue también comisario de la 5.ª Bienal de Berlín. Szymczyk, al que el diario The New York Times piropeó con el sobrenombre de "superstar entre curators", fue presentado en noviembre de 2013 como director artístico de Documenta 14.

## Premios
- 2011 – Walter Hopps Premio para Curatorial Consecución der Menil Fundación[4]